# كفر القرينين
كفر القرينين إحدى قرى مركز الباجور التابع لمحافظة المنوفية في جمهورية مصر العربية.

## السكان
بلغ عدد سكان كفر القرينين 1,034 نسمة، حسب الإحصاء الرسمي لعام 2006.